# Гарбузова Аліна Вікторівна
Гарбузова Аліна Вікторівна  (нар. 2001) — українська юна науковиця, математик, двічі переможниця Європейської математичної олімпіади серед дівчат-2017 (EGMO-2017) у Цюриху (Швейцарія) та EGMO-2018 у Флоренції (Італія), студентка Харківського національного університету імені В. Н. Каразіна.

## Життєпис
Аліна Гарбузова народилась 2001 року у місті Харків.
У 2018 році вона закінчила комунальний заклад «Харківський фізико-математичний ліцей № 27 Харківської міської ради Харківської області». Математику на ЗНО, здавала на 200 балів.
Під час навчання цікавилась математикою, була постійною учасницею всеукраїнського етапу олімпіад з цього предмету. З 5-го класу вона відвідувала три математичних гуртки так званого Малого каразінського університету (для талановитих учнів). Крім шкільної вчительки Анастасії Лисакевич здібну ученицю готував Заслужений учитель України Сергій Ліфиць.
Крім науки школярка також ходила на сучасні танці, відвідувала басейн.

### Перемога на Європейській математичній олімпіаді
У квітні 2017 року, навчаючись у 10-му класі Харківського фізико-математичного ліцею № 27 виборола «золото» показавши п'ятий абсолютний результат (37 балів).
Наступного року у квітні 2018-го повернулась з 7-ї Європейської математичної олімпіади серед дівчат-2018 (EGMO-2018) у Флоренції (Італія) з золотою медаллю, завоювавши 42 бали із 42-х можливих. Олімпіадні змагання сколадаються з двох турів, обидва — по 4,5 години, в кожному було по три завдання.
Також виборола срібло на 59-й Міжнародній математичній олімпіаді, що проходила з 3 по 14 липня в місті Клуж-Напока (Румунія). Учасники розв'язували по три задачі з різних напрямів шкільної математики - геометрії, теорії чисел, алгебри і комбінаторики.
|  | «Працювати доводилося багато, і більше ніж в інших школах в ліцеї природно, звичайно це не дуже подобалося, але зараз видно результат. І вдячна всім вчителям і батькам, що віддали. Тому що, є така можливість поїздити і взагалі взяти участь в міжнародних змаганнях». |

У 2018 році вступила на математичний факультет Харківського національного університету імені В. Н. Каразіна. Далі юна науковиця хоче спробувати свої сили у Америці. Ще не вирішила: чи піти в IT, як батько, чи — займатись наукою.

## Нагороди та визнання
- «золото» на Європейській математичній олімпіаді серед дівчат-2017 (EGMO-2017) у Цюриху (Швейцарія);
- «золото» на Європейській математичній олімпіаді серед дівчат-2018 (EGMO-2018) у Флоренції (Італія);
- лауреатка Призедентської стипендії (2017).